# Film de groază

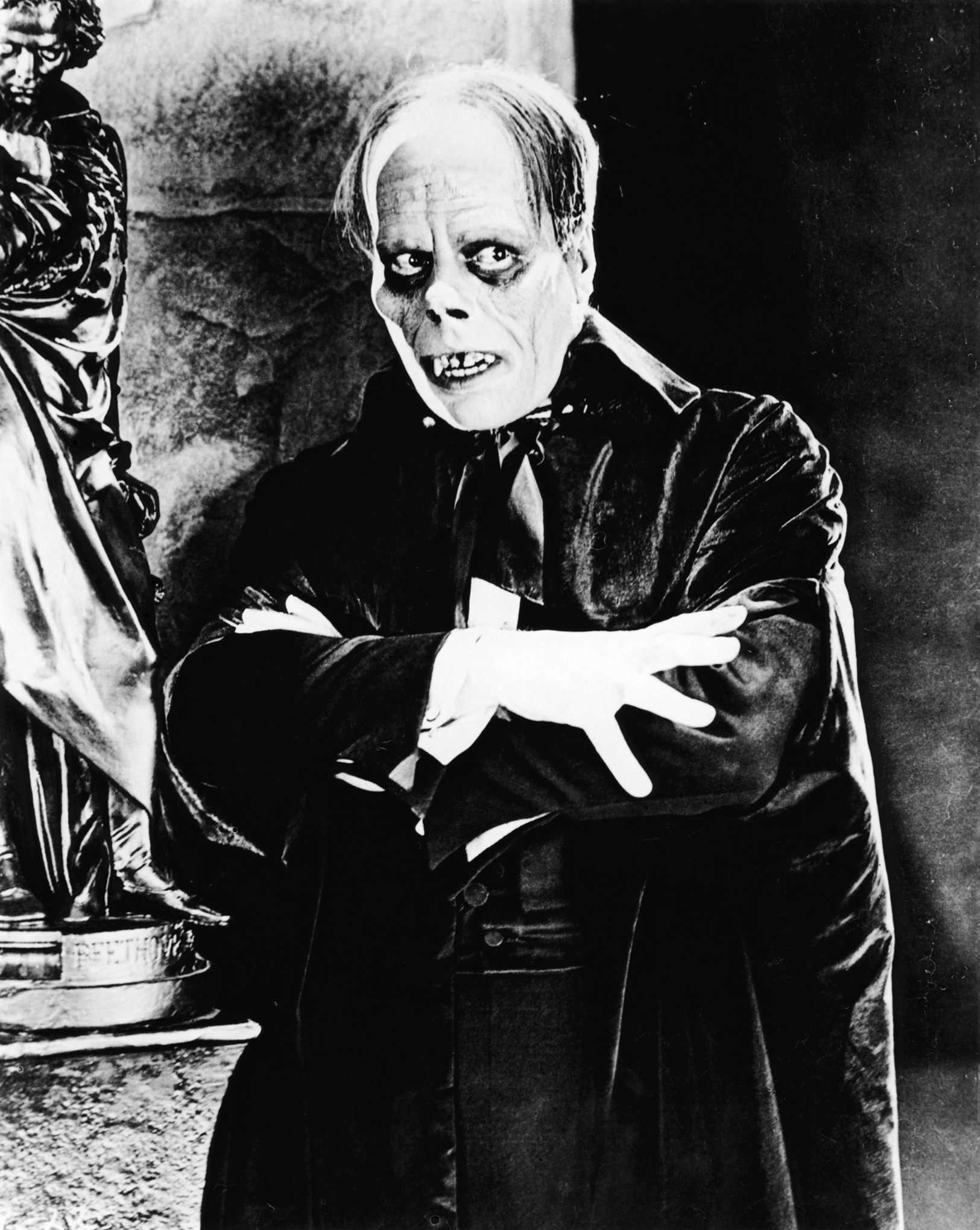
Imagine din filmul Fantoma de la operă (1925)

În filmele de groază forțe, personaje sau evenimente dăunătoare pătrund în viața oamenilor de zi cu zi. Elementele care apar cel mai des în filmele de groază sunt: vampiri, demoni, monștri, criminali în serie (vezi slasher), fantome și o mulțime de alte personaje, care inspiră frică. Primele filme de groază au fost inspirate din personaje și povestiri din literatura clasică: Dracula, Frankenstein, The Mummy, The Wolf Man, The Phantom of the Opera, Dr. Jekyll and Mr. Hyde etc.
Filmele mai moderne, dimpotrivă, sunt inspirate din insecuritățile vieții de după Al Doilea Război Mondial, dând viață a trei sub-genuri diferite, dar legate între ele: groaza provocată de personalități malefice, groaza provocată de evenimente catastrofale și groază provocată de demoni. Ultimul gen poate fi interpretat ca o modernizare a filmelor clasice, dezvoltând clasica idee a forțelor supranaturale, care aduc oroare în viețile oamenilor.
Multe filme de groază au fost criticate pentru violența și cruzimea lor și pentru proasta lor calitate.
Unele filme de groază pot incorpora elemente din alte genuri: Science Fiction, Fantasy, Mockumentary, Black Comedy și thriller.
Scenaristul și cercetătorul Eric R. Williams identifică unsprezece super-genuri în taxonomia sa a scenariștilor, susținând că toate filmele narative de lungmetraj pot fi clasificate după aceste super-genuri. Aceste 11 super-genuri sunt de acțiune, polițist, fantastic, groază, romantism, științifico-fantastic, slice of life, sport, thriller, război și western.

## Istorie

### 1896-1919
Genul filmelor de groază este aproape la fel de vechi ca și filmul însuși. Ideea forțelor supranaturale apare în numeroase filme mute, create de pionierii filmelor, ca Georges Méliès prin anii 1890, cel mai notabil fiind Casa diavolului din 1896. Alt film notabil este La Caverne maudite (Peștera demonilor). Secolul XX a adus câteva granițe genului, apărând primul film în care apărea un monstru (Quasimodo), bazat pe povestirea lui Victor Hugo: "Notre-Dame de Paris7" (publicată în 1831). Filmele despre Quasimodo includ: Esmeralda (1906), The Hunchback (1909), The Love of a Hunchback (1910) și "Notre-Dame de Paris" (1911).
Primele filme de groază mai lungi au fost făcute de germani, prin 1910-1920, care au avut influențe semnificative în filmele de mai târziu de la Hollywood. The Golem (1915) al lui Paul Wegener a fost foarte influent, alături The Cabinet of Dr. Caligari al lui Robert Wiene, care a fost foarte controversat în America. Probabil cel mai important eveniment din acea eră a filmului a fost primul film cu vampiri, Nosferatu (1922), de F. W. Murnau o ecranizare neautorizată a romanului lui Bram Stoker, Dracula.
Multe alte filme de la Hollywood au avut teme de groază, cele mai notabile fiind The Hunchback of Notre Dame (1923), și The Monster (1925) (în amândouă jucând Lon Chaney, Sr., primul star al filmelor de groază  americane). Cel mai celebru rol al lui a fost cel din The Phantom of the Opera (1925), probabil adevăratul predecesor al seriei de filme Universal.

### 1920-1959
La începutul anilor 1930, producătorii de filme, în special Universal Pictures Co. Inc. au făcut genul horror mult mai popular, aducând pe scenă mai multe filme gotice de succes ca "Dracula" (1931) sau "The Mummy" (1932), unele împletind filmele science-fiction cu filmele gotice, cum este și "Frankenstein" (1931) al lui James Whale sau "The Invisible Man" (1933). Aceste filme au fost făcute ca să înfioare publicul, dar să încorporeze și elemente serioase, și au fost influențate de filmele germane din 1920, unii actori construindu-și întregi cariere din acesst gen de filme, de exemplu Boris Karloff și Béla Lugosi.
Alte realizări au avut un succes mai modest, dar "Dr. Jekyll and Mr. Hyde" (Paramount, 1931) de Rouben Mamoulian și "Mystery of the Wax Museum" (Warner Brothers, 1933) de Michael Curtiz au fost filme importante.
Filmele horror Universal au continuat cu "The Wolf Man" 1941, care nu a fost primul film cu licantropi, dar cel mai influent. Universal au produs mai multe continuări în seria Frankenstein, ca și filme care privilegiau mai mulți monștrii. În acea vreme Val Lewton producea multe B-pictures pentru RKO Pictures incluzând "Cat People" (1942), "I Walked with a Zombie" (1943) și "The Body Snatcher" (1945).
Primul fim de groază produs de o companie indiană a fost "Mahal", un film Hindi. A fost primul film cunoscut care să dezbată tema reîncarnării.

### 1960-1969
Datorită schimbărilor radicale care au apărut în știință în anii 1950, tema filmelor s-a mutat de la genul gotic la genul science-fiction. A apărut un val aproape nesfârșit de filme cu buget redus privilegiind tema vizitatorilor de "dincolo": invazii extraterestre și mutații groaznice la oameni și animale. Aceste filme au oferit o oportunitate amplă de exploatare a publicului, ca și filmul 3D Percepto, câștigând o audiență din ce în ce mai mare. Alte filme clasice din această perioadă includ: The Thing from Another World (1951) și Invasion of the Body Snatchers (1956) al lui Don Siegel, care trebuiau să canalizeze paranoia care însoțea Războiul Rece într-o înfiorare fără să exploateze evenimentele vremii.
Producătorii de filme vor continua să încorporeze genurile science fiction și de groază.
Companiile de filme se vor orienta spre filmele de groază, incluzând compania britanică Hammer Film Productions. Hammer s-a bucurat de un succes internațional imens de la filmele cu personaje clasice, de multe ori având în rolurile principale pe Peter Cushing și Christopher Lee, ca The Curse of Frankenstein (1957), "Dracula" (1958), și "The Mummy" (1959), multe dintre ele având numeroase continuări. Hammer și Terence Fisher sunt cunoscuți ca pionieri ai filmelor de groază moderne. Alte companii au contribuit la o explozie de filme de groază din 1960 și 1970, incluzând Tigon-British și Amicus, care aveau să fie cunoscute pentru antologia Dr Terror's House of Horrors (1965).
American International Pictures (AIP) a făcut o serie de filme cu teme stil Edgar Allan Poe, produse de Roger Corman, avându-l ca actor pe Vincent Price. Aceste filme, care au stârnit controverse, aveau să dea frâu liber mai multor filme cu o violență mai explicită.
În "Psycho" (1960) al lui Alfred Hitchcock subiectul nu era ceva supranatural sau monstruos, ci o ființă umană normală. Alte exemple sunt "Peeping Tom" (Michael Powell, 1960), "Homicidal" (William Castle, 1961), "What Ever Happened to Baby Jane" (Robert Aldrich, 1962), "Hush, Hush, Sweet Charlotte" (Robert Aldrich, 1964), "Pretty Poison" (Noel Black, 1968) și "The Collector" (William Wyler, 1965).
Filmele din horror-of-personality continuă să apară cu "The Silence of the Lambs", un exemplu foarte bun. Unele din aceste filme au făcut diferența dintre de groază și filmele thriller sau crime.
Fantomele și monștrii au rămas populare, multe dintre filme bazându-se pe monștrii supranaturali, dezvoltând genul groază de demonic. "The Innocents" (Jack Clayton, 1961) și "The Haunting" (Robert Wise, 1963) au fost două exemple de filme făcând parte din acest gen realizate în anii 1960, producând o atmosferă gotică. Probabil cea mai importantă piatră de hotar este "Rosemary's Baby" (Roman Polanski, 1968) în care diavolul este încarnat.
"The Birds" (1963) al lui Alfred Hitchcock este printre filmele de referință. A fost primul care trata subiectul în care natura înnebunește, și un prim exemplu de film american "horror-of-Armageddon". Printre cele mai influente se numără "Night of the Living Dead" (George Romero, 1968). Acest horror-of-Armageddon despre zombi a fost un impact cultural și istoric foarte mare, aducând genul horror chiar mai departe.
Au apărut mai multe filme cu buget redus, multe fiind ale lui Herschell Gordon Lewis, de exemplu "Blood Feast" (1963) și "Two Thousand Maniacs" în care apărea mult sânge și violență.

### 1970-prezent
Datorită succesului filmelor cu buget scăzut și interesului tot mai mare al publicului pentru ocultism , genul a fost remodelat adăugându-se și mai multă violență și scene sexuale, aceste filme fiind numite "A-movies".
Filmul Rosemary’s Baby (1968), a fost precursorul exploziei de ocultism, care a inclus și The Exorcist (1973) (regizat de William Friedkin și scris de William Peter Blatty, care a scris și romanul, precum și multe alte filme în care diavolul devine răul supranatural.
Copiii demonici și reîncarnarea au devenit subiecte preferate, cum este cazul filmului "Audrey Rose" (Robert Wise, 1977). "Alice, Sweet Alice" (1976) a fost încă un film cu teme catolice din acea vreme, despre o fată asasinată. Alt film cu teme demonice a fost "The Omen" (1976) în care un bărbat realizează că fiul lui e Antichristul.
Filmele "The Last House on the Left" (Wes Craven, 1972) și "The Texas Chain Saw Massacre" (Tobe Hooper, 1974) au remodelat genul împingându-i limitele până la margine.
Un alt film notabil este "Halloween" care a dat startul slasher-ului modern, alte filme notabile din acest gen includ Bob Clark's "Black Christmas" (Bob Clark, 1974). În 1975, Steven Spielberg și-a început ascensiunea spre faimă cu filmul Jaws.
Filmele de succes din acești ani au avut multe continuări. "Poltergeist" din 1982 a fost urmat de două continuări și o serie de televiziune.
Cascada interminabilă de continuări care a urmat filmele slasher "Halloween", "Friday the 13th" (1980), și slasher-ul supranatural al lui Wes Craven au reprezentat fața populară a filmelor horror din acea vreme. Alt film foarte popular din acea vreme a fost "Creepshow" al lui Stephen King și George A. Romero. Alte filme originale au continuat să apară, cum ar fi: Hellraiser (Clive Barker, 1987), The Evil Dead (1981) și "Child's Play" (Tom Holland, 1988). Ambele au avut o serie destul de lungă de continuări.
Thriller-ul lui Stephen King "The Shining" a fost de asemenea foarte popular. Filmele horror au continuat să cauzeze controverse ca "Silent Night, Deadly Night" din SUA.
În prima jumătate a acestei perioade, filmele de groază nu au făcut decât să continue temele din anii '80. Continuările numeroase pentru "Child's Play" și "Leprechaun" au popularizat foarte mult genul.
Filmele slasher "A Nightmare on Elm Street", "Friday the 13th", și "Halloween" au văzut și ele continuări în 1990. "New Nightmare", "In the Mouth of Madness", "The Dark Half" și "Candyman", au fost o mini-mișcare care încerca să facă legătura între filmul de groază despre lumea reală și cel despre ficțiune. "Interview With the Vampire" din 1994 a fost de asemenea un film revoluționar.
Începutul anului 2000 nu a adus nimic nou, având o perioada de liniște. În ciuda faptului că a fusese disponibil de mai mulți ani pe caseta video, relansarea în septembrie 2000 a filmului "Exorcistul" (în engleză The Exorcist) a fost un succes. De asemenea, filme francize ca "Freddy vs. Jason" au fost vizionate în sălile de cinematograf. "Final Destination" (2000) a marcat un succes imens, împreună cu urmarea părților 2 - 5.
Au revenit și filmele cu zombii ca "Land of the Dead" (2005), remake-ul "Dawn of the Dead" (2004), comedia "Shaun of the Dead" (2004) și filmul "...Of the Dead". În martie 2000, a fost lansat "Resident Evil", urmat de încă 3 continuări; în 2002 filmul britanic "28 Weeks Later" aducea pe ecran o nouă specie de zombi agresivi. Alte filme care și-au început istoria în acești ani sunt "The Grudge" (2004), "The Ring" (2002), "The Others" (2001), "Jeepers Creepers", "Brotherhood of the Wolf" etc.
Au început să se producă filme ce au la baza moartea violentă sau în suferință, tortura. Cele mai recente filme cu aceste caracteristici sunt "Saw" și "Hostel". În acești ani au avut loc și multe remake-uri ca "The Texas Chainsaw Massacre", "Halloween", "The Hills Have Eyes", "The Last House on the Left" , "The Wolfman". Unele filme, cum sunt "The Ring" (2002) și "The Grudge" (2004) sunt remake-uri după filme asiatice.

## Sub-genuri
- Body horror - în care elementele de groază se bazează pe prezentarea grafică a distrugerii corpului sau a degenerării sale. În alte cazuri pot fi plasări anatomice incorecte pentru a crea monștri din părți umane și animale. David Cronenberg este unul dintre cei mai notabili regizori ai acestui gen. Din acest gen se pot da ca exemplu următoarele filme: The Invasion, Musca, Rosemary's Baby, Eraserhead, The Thing, Re-Animator, The Human Centipede (First Sequence), Cabin Fever,  Virus și Teeth.
- Comedy horror - Combină elemente de comedie și de groază. Acest gen inevitabil se intersectează cu genul black comedy (comedie neagră). Povestirea scurtă "The Legend of Sleepy Hollow" de Washington Irving este citată ca fiind "prima povestire de comedie-de groază bună".[3] Din acest gen se pot da ca exemplu următoarele filme: The Rocky Horror Picture Show, Gremlins, Bad Taste, Beetlejuice, Arachnophobia, Scary Movie, Eight Legged Freaks, Shaun of the Dead și Slither.
- Gothic horror - Gothic horror reprezintă povestirile care conține elemente atât gotice cât și de groază. Poate avea elemente romantice care au loc într-o povestire de groază. Din acest gen se pot da ca exemplu următoarele filme: Fantoma de la operă, Dracula, Frankenstein sau Mumia. Exemple de filme moderne din acest subgen: Sleepy Hollow, Interview with the Vampire, Underworld, The Wolfman, From Hell, Dorian Gray sau Let Me In.
- Natural horror - Este un subgen al filmelor de groază care prezintă natura care ia forma unor bestii mutante, insecte carnivore sau animale/păsări normale inofensive care devin criminali însetați de sânge.[4] Acest gen de filme se poate suprapune uneori cu genul științifico-fantastic și cu filmele de acțiune/adventură. Exemple: The Birds, Jaws, Mimic, Deep Rising, Them!, The Swarm, Pet Sematary, Lake Placid, Primeval, Anaconda, Snakes on a Plane, The Cave sau The Ruins.
- Psihologic - Se bazează pe temerile personajului, vinovăția și convingerile sale, superstiții, efecte sonore, muzică relevantă, instabilitate emoțională și, uneori, pe fenomene supranaturale și/sau fantome. Exemple: The Uninvited, Dark Water, Gothika, The Ring, The Exorcist, Session 9, Silent Hill, The Others, The Mothman Prophecies, The Blair Witch Project, 1408, The Shining, Stir of Echoes, The Innocents sau The Sixth Sense.
- științifico-fantastic de groază -Subiecte care includ, dar nu sunt limitate la extratereștrii criminali, oameni de știință nebuni și experimente care eșuează. Exemple: Alien, Pandorum, Event Horizon, Apollo 18, Pitch Black sau It Came from Outer Space.
- film slasher -  Un subgen al filmelor de groază în care apare un criminal psihopat care își ciopârtește victimele într-o serie de cadre grafice violente și detaliate, folosind uneori un cuțit sau un topor. Se întretaie cu genul de filme polițiste, de mister sau thriller. Exemple: Black Christmas, Halloween, The Texas Chain Saw Massacre, Scream, I Know What You Did Last Summer, Vineri 13, Child's Play sau A Nightmare on Elm Street.
- film splatter - Uneori numit și torture porn, acest subgen se axează în mod deliberat pe grafică violentă deosebită. Aceste filme folosesc efecte speciale cu scene în care abundă sângele. Filmele din acest subgen prezintă slăbiciunea corpului uman și mutilările sale. Nu toate filmele splatter sunt și în sub-genul slasher, de asemenea nu toate filmele splatter sunt și de groază. Exemple:  Cannibal Holocaust, Piranha 3D, The Midnight Meat Train, The Final Destination, Saw, Guinea Pig series, Hostel, Borderland, Audition, Wolf Creek, Captivity, Martyrs, Inside, Antichrist, The Collector sau A Serbian Film.
- Film cu zombi - Filmele cu zombie sunt cele în care sunt prezentate cadavre/rămășițe umane care prind viață. Acest sub-gen s-a divizat în filme de comedie cu zombi (zombie comedy) și în filme apocaliptice cu zombi (zombie apocalypse). Exemple: Resident Evil, Dawn of the Dead, Day of the Dead, The Evil Dead[5], I Am Legend, Land of the Dead, Night of the Living Dead, Quarantine sau The Return of the Living Dead.